# La Boétie háza
A La Boétie-ház Franciaországban, Sarlat-la-Canéda városában található, a Dordogne megyében, a Nouvelle-Aquitaine régióban.
A La Boétie-házat Antoine de La Boétie vagy La Boytie, a Sarlat senechaussee bűnhadnagya építtette 1520 és 1525 között.
Étienne de La Boétie, Michel de Montaigne barátja, ott született 1530. november 1-jén.
A házat 1910-ben, 1889-es besorolása után állították helyre.